# Рок Кронаветер
Рок Кронаветер (словен. Rok Kronaveter, нар. 7 грудня 1986, Марибор) — словенський футболіст, півзахисник клубу «Олімпія» (Любляна).
Виступав, зокрема, за клуби «Драва», «Енергі» та «Дьйор», а також національну збірну Словенії.
Чемпіон Угорщини. Чемпіон Словенії.

## Клубна кар'єра
У дорослому футболі дебютував 2005 року виступами за команду клубу «Железничар» (Марибор). 
До складу клубу «Драва» приєднався 2005 року. Відіграв за птуйську команду наступні п'ять сезонів своєї ігрової кар'єри. У складі «Драви» був одним з головних бомбардирів команди.
Протягом 2010 року захищав кольори команди клубу «Рудар» (Веленє).
2010 року уклав контракт з німецьким клубом «Енергі», у складі якого провів наступні два роки своєї кар'єри гравця. 
З 2012 року два сезони захищав кольори угорського клубу «Дьйор». 
Протягом 2014—2015 років захищав кольори румунського клубу «Петролул».
До складу клубу «Олімпія» (Любляна) приєднався 2015 року. Відтоді встиг відіграти за команду з Любляни 39 матчів в національному чемпіонаті.

## Виступи за збірні
Протягом 2005–2007 років залучався до складу молодіжної збірної Словенії. На молодіжному рівні зіграв у 8 офіційних матчах, забив 1 гол.
2016 року дебютував в офіційних матчах у складі національної збірної Словенії. Наразі провів у формі головної команди країни 3 матчі, забивши 1 гол.

## Титули і досягнення

### Командні
- Чемпіон Угорщини (1):

«Дьйор»: 2012-13
- Володар Суперкубка Угорщини (1):

«Дьйор»: 2013
- Чемпіон Словенії (3)

«Олімпія» (Любляна): 2015-16, 2017-18
«Марибор»: 2021-22
- Володар Кубка Словенії (2):

«Олімпія» (Любляна): 2017-18, 2018-19

### Особисті
Бомбардир чемпіонату Словенії 2015-2016 (17 голів, разом з Жан-Філіпом Менді та Андражем Шпораром)